# Pristimantis reichlei
Pristimantis reichlei es una especie de anfibio anuro de la familia de ranas Craugastoridae. Se distribuye por las regiones amazónicas y el piedemonte andino del centro y sur de Perú, del norte de Bolivia y zonas adyacentes de Brasil. Era confundida con P. danae de la que es prácticamente indistinguible morfológicamente, y solo se diferencia por las diferencias genéticas y en canto.
Es de aspecto variable, pero normalmente el dorso es de algún tono ocre claro. Presenta una máscara facial negruzca, bandas transversales de tonos más oscuros en las extremidades y un moteado anaranjado en la parte posterior de los muslos. Se diferencia de especies parecidas como P. peruvianus o P. skydmainos en que P. reichlei carece de pliegues dorsolaterales y la piel del vientre es aerolada.